# Alfred-Kästner-Straße (Leipzig)
Die Alfred-Kästner-Straße ist eine Anliegerstraße in der Südvorstadt von Leipzig. Sie ist benannt nach dem  Widerstandskämpfer gegen den Nationalsozialismus Alfred Kästner (1882–1945), der im Haus Nr. 20 der Straße wohnhaft war.

## Lage und Verlauf
Die Alfred-Kästner-Straße liegt auf der Gemarkung Leipzig mit dem amtlichen Straßenschlüssel 04057 im Postleitzahlenbereich 04275.
Die Straße ist 1142 Meter lang und beginnt im Westen an der Fockestraße. Sie führt geradlinig in östliche Richtung und kreuzt dabei die Brandvorwerkstraße, die August-Bebel-Straße (früher Kaiser-Wilhelm-Straße), die Kochstraße (früher Connewitzer Chaussee, dann Connewitzer Straße), die Karl-Liebknecht-Straße (früher Südstraße bzw. Adolf-Hitler-Straße), die Bernhard-Göring-Straße (früher Elisenstraße) und die Arthur-Hoffmann-Straße (früher Bayrische Straße). Sie endet schließlich an der Lößniger Straße. An der Kreuzung mit der Karl-Liebknecht-Straße ist die Fahrbahn der Alfred Kästner-Straße wegen des separaten Straßenbahn-Gleiskörpers in der Karl-Liebknecht-Straße unterbrochen.

## Geschichte
Die Straße wurde im letzten Viertel des 19. Jahrhunderts angelegt und führte auf dem Bebauungsplan für die Südvorstadt von 1864 die Bezeichnung „Straße F“. Am 3. Mai 1876 wurde beschlossen, die Straße Moltkestraße zu nennen. Damit wurde der zu dieser Zeit noch lebende preußische Generalfeldmarschall Hellmuth Graf von Moltke (1800–1891) geehrt, der schon 1871 die Ehrenbürgerschaft der Stadt Leipzig erhalten hatte. Bis zur Begradigung des Pleißemühlgrabens 1907/1908 und der Anlage der Fockestraße begann die Moltkestraße im Westen am Pleißemühlgraben.
Unmittelbar nach der Namensgebung begann die Errichtung von fast ausschließlich viergeschossigen Miethäusern in Blockrandbebauung, die bis auf wenige Ausnahmen etwa 1900 abgeschlossen war. Vorherrschender Baustil war der Historismus, der zuletzt vom Jugendstil abgelöst wurde.
Von 1902 bis 1906 wurde nach Entwürfen von Arwed Roßbach (1844–1902) und Theodor Kösser (1854–1929) an der Elisenstraße (seit 1950 Bernhard-Göring-Straße) das Königlich Sächsische Landgericht mit der zur Moltkestraße gerichteten Südfassade erbaut. 
Ab 1922 richtete die 1881 gegründete Fabrik für Werkstoffprüfmaschinen Louis Schopper mit Anschluss an ihren Betrieb in der Bayrischen Straße (seit 1946 Arthur-Hoffmann-Straße) ein größeres Werksgelände zwischen Arndt- und Moltkestraße ein. Die östliche Begrenzung war die Lößniger Straße.

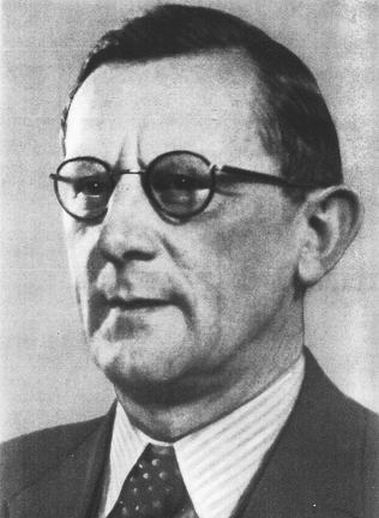
Alfred Kästner

Nach der Übernahme Leipzigs durch die Rote Armee wurde am 1. August 1945 die Moltkestraße in Alfred-Kästner-Straße umbenannt. Damit wurde des Holzkaufmanns und antifaschistischen Widerstandskämpfers Alfred Kästner gedacht, der am 12. April 1945 als einer von 53 Antifaschisten in einer Kiesgrube bei Lindenthal von der SS erschossen wurde und dessen letzter Wohnsitz im Haus Nr. 20 war. 
Im Zweiten Weltkrieg wurde durch Luftangriffe auf Leipzig etwa die Hälfte der Gebäude der Straße zerstört. Die Lücken wurden während der DDR-Zeit durch Wohnblöcke unter Verwendung von Betonfertigteilen geschlossen. Die verbliebenen Altbauten stehen fast sämtlich unter Denkmalschutz. Ihre Liste umfasst 40 Objekte.
Die Fabrik für Werkstoffprüfmaschinen wurde 1945 enteignet und in die Sowjetische Aktiengesellschaft „Awtowelo“ überführt. 1952 wurde daraus der VEB Werkstoffprüfmaschinen Leipzig. Im gleichen Jahr entstand längs der Alfred-Kästner-Straße eine Kranbahnhalle in relativ moderner Architektur, die nach 1990 zu Loftwohnungen umgestaltet wurde.
Mit Zugang von der Alfred-Kästner-Straße befand sich im Gerichtskomplex während der DDR-Zeit die Strafvollzugsanstalt Leipzig. Auf dem Gelände war ab 1960 bis zur Abschaffung der Todesstrafe 1987 – mit Zugang von der Arndtstraße – auch die zentrale Hinrichtungsstätte der DDR eingerichtet, in der als letztes Opfer 1981 Werner Teske (1942–1981) erschossen wurde. Die Leipziger Justizvollzugsanstalt befindet sich seit 2001 Im Ortsteil Meusdorf, Leinestraße 111. Der Zellentrakt im Hof an der Alfred-Kästner-Straße wurde abgerissen und 2021 durch einen Büroneubau für die Staatsanwaltschaft Leipzig ersetzt.
Vor dem Haus Nr. 20 wurde 2014 auf dem Gehweg ein Stolperstein für Alfred Kästner verlegt.

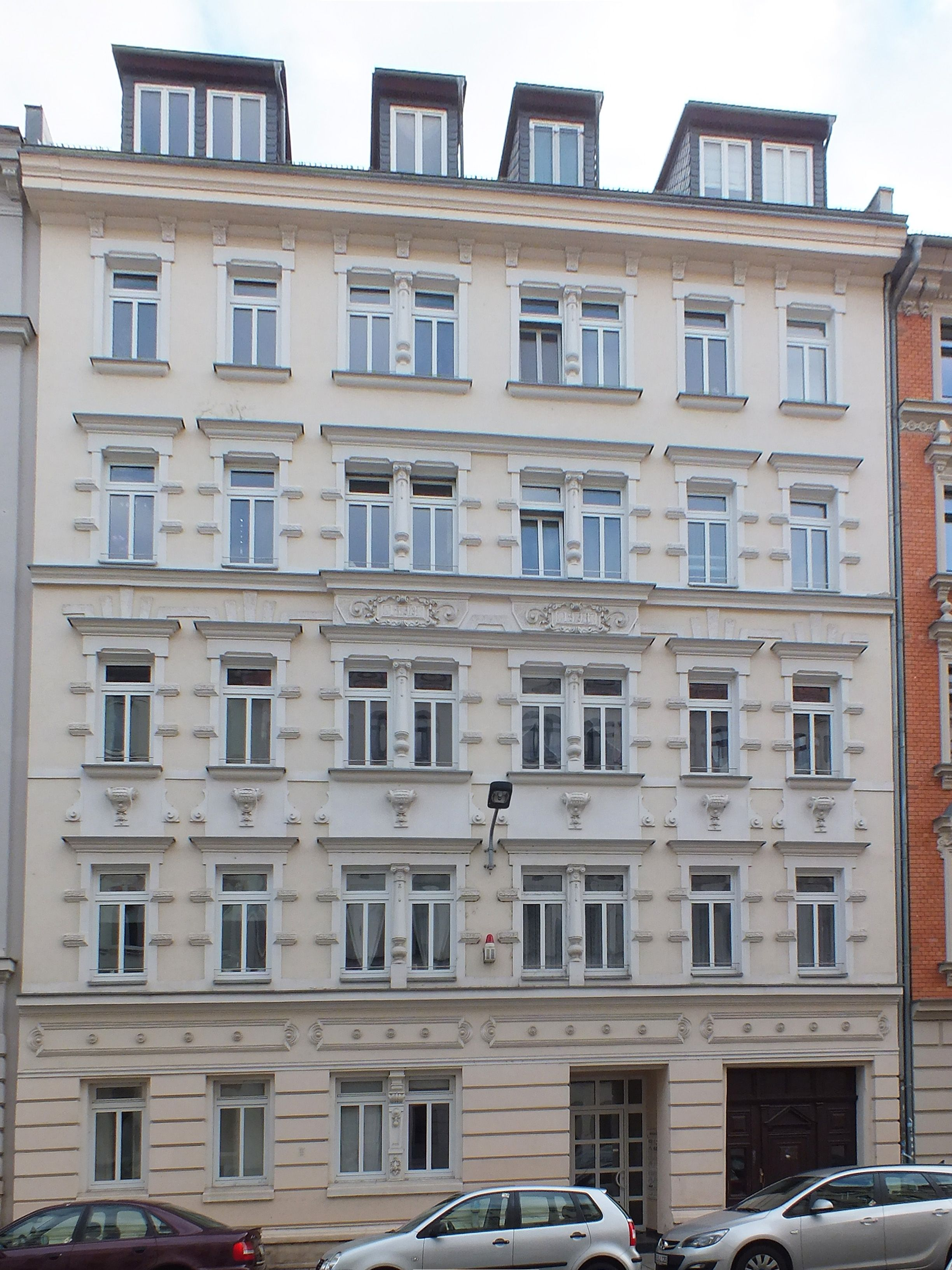
Typischer Historismusbau, Nr. 74 (2016)
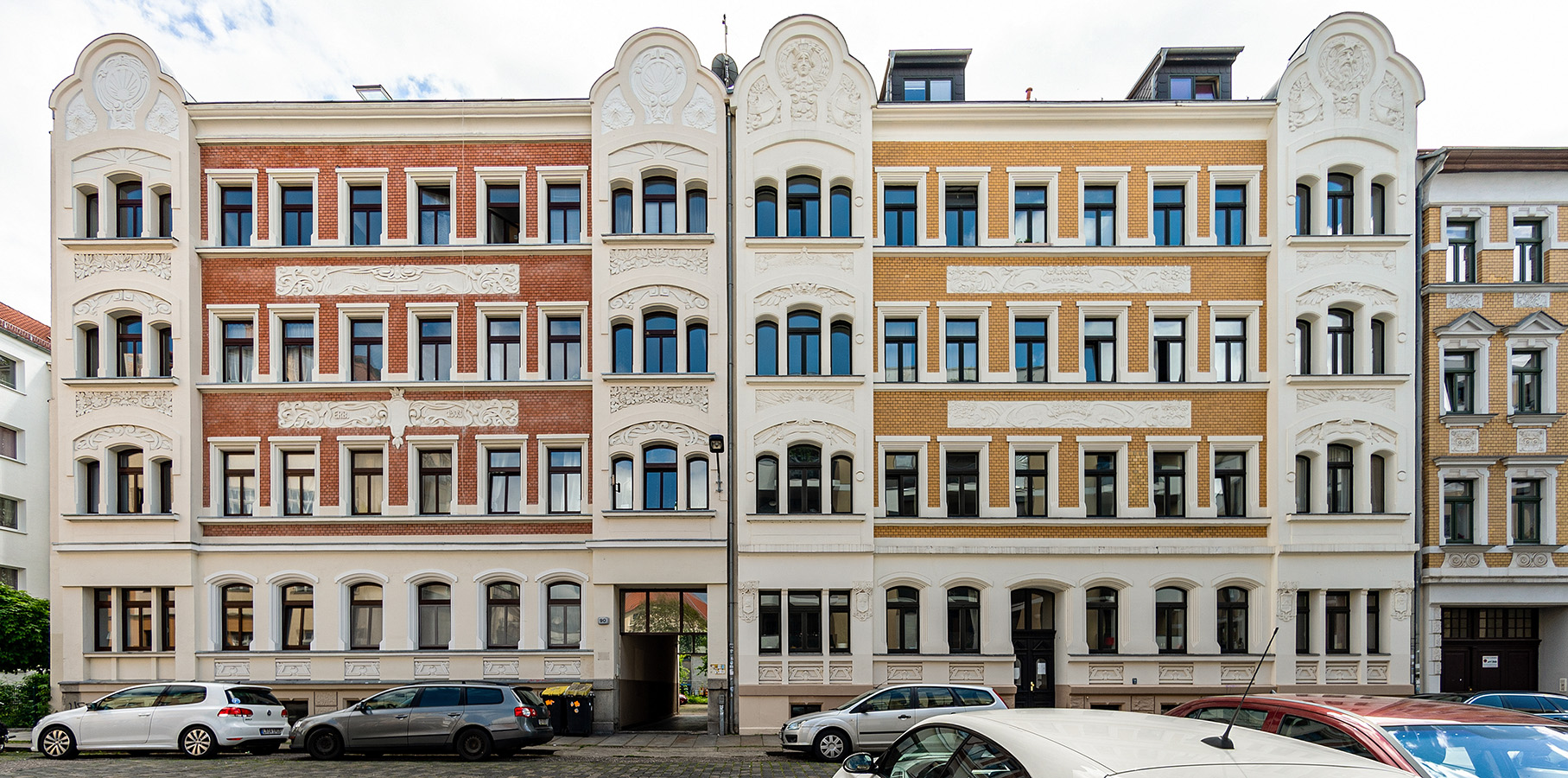
Jugendstilhäuser, Nr. 88 und 90 (2016)
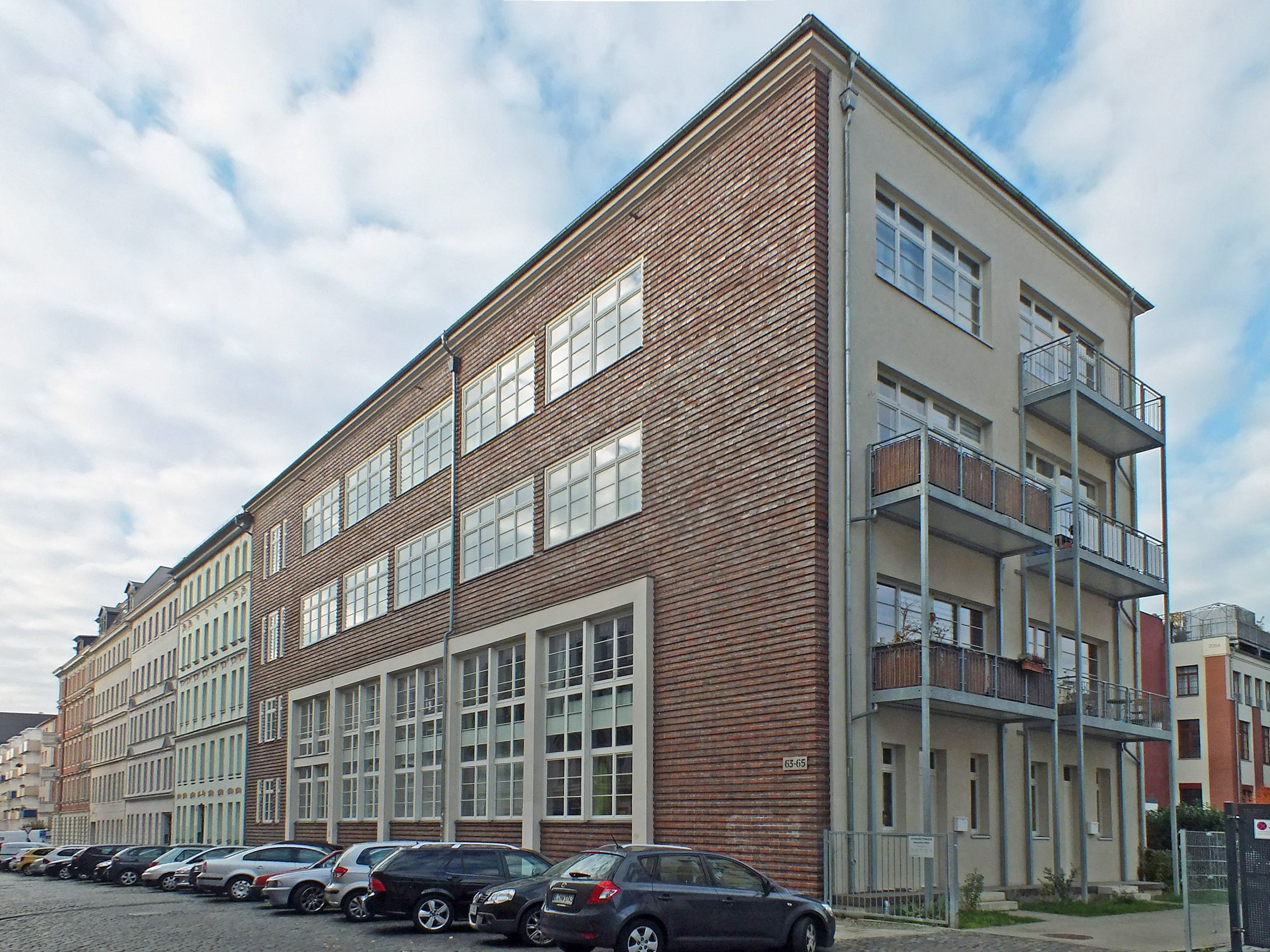
Loftwohnungen in ehemaliger Kranbahnhalle, Nr. 63 (2016)
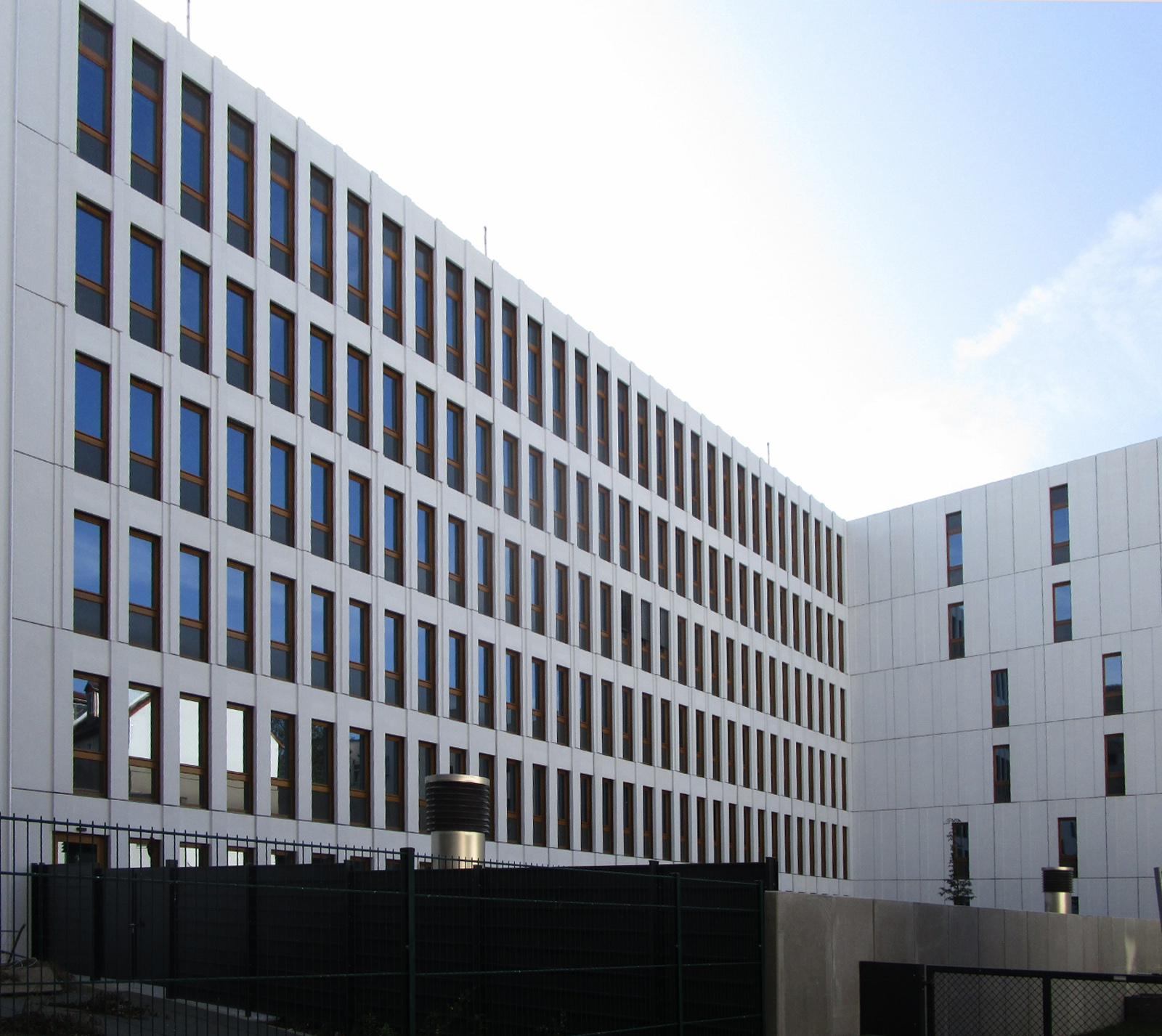
Neubau der Staatsanwaltschaft, Nr. 47 (2021)
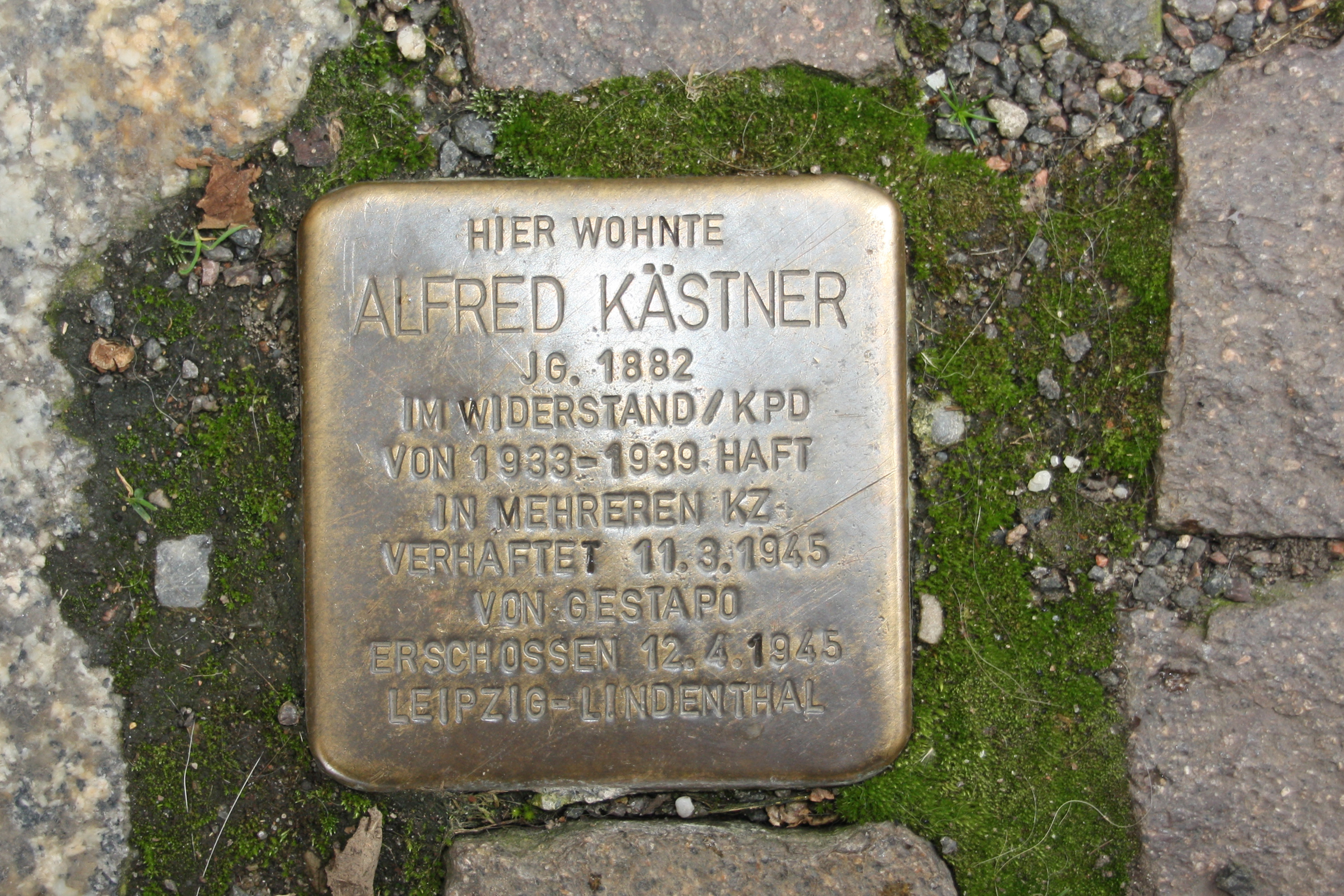
Stolperstein für Alfred Kästner (2017)

## Verschiedenes

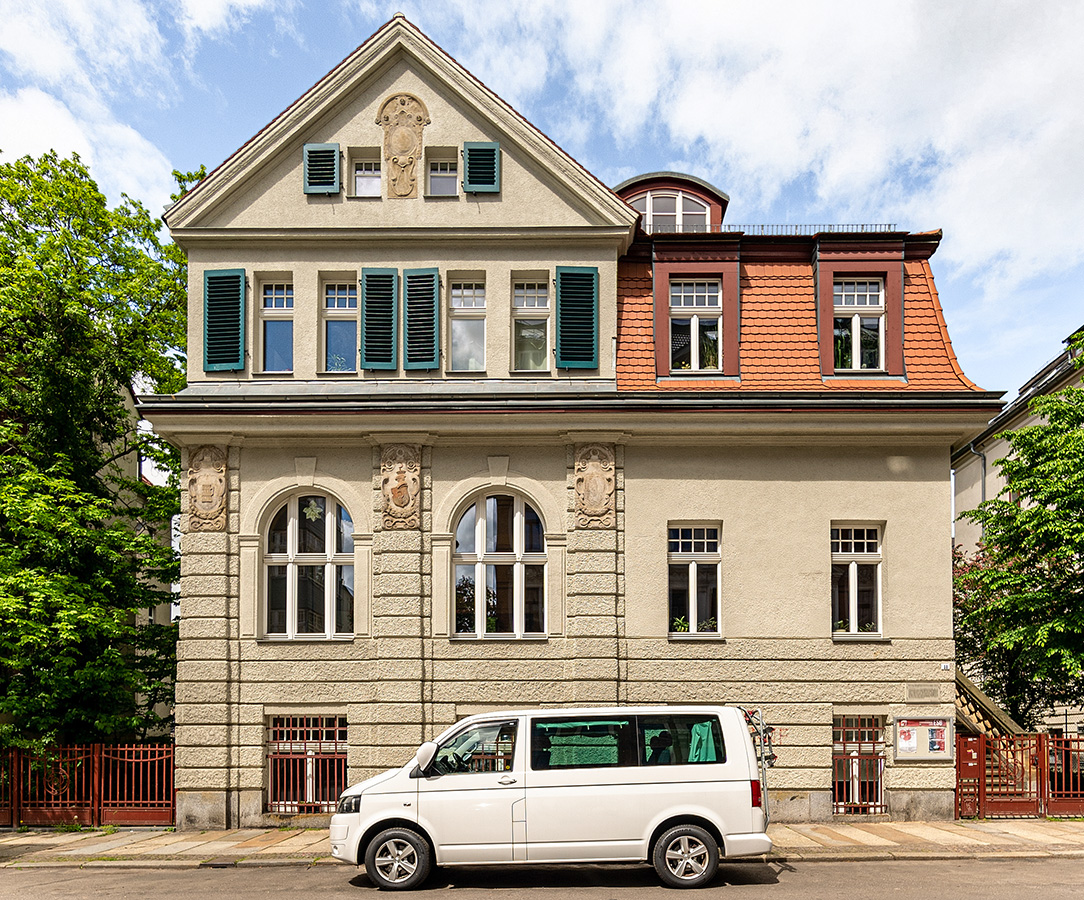
Georg-Siegfried-Schmutzler-Haus, Nr. 11 (2021)
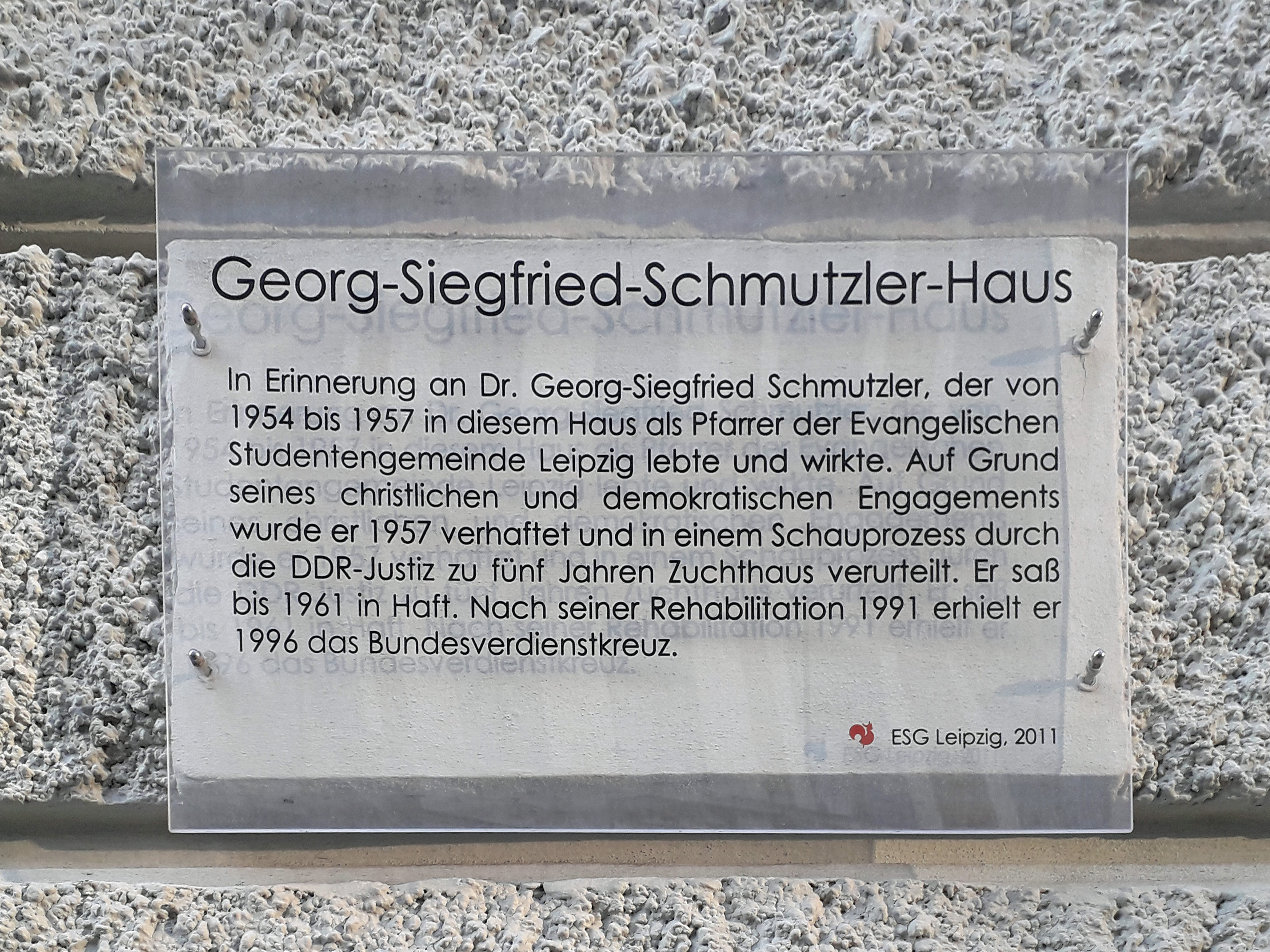
Gedenktafel am Haus (2023)
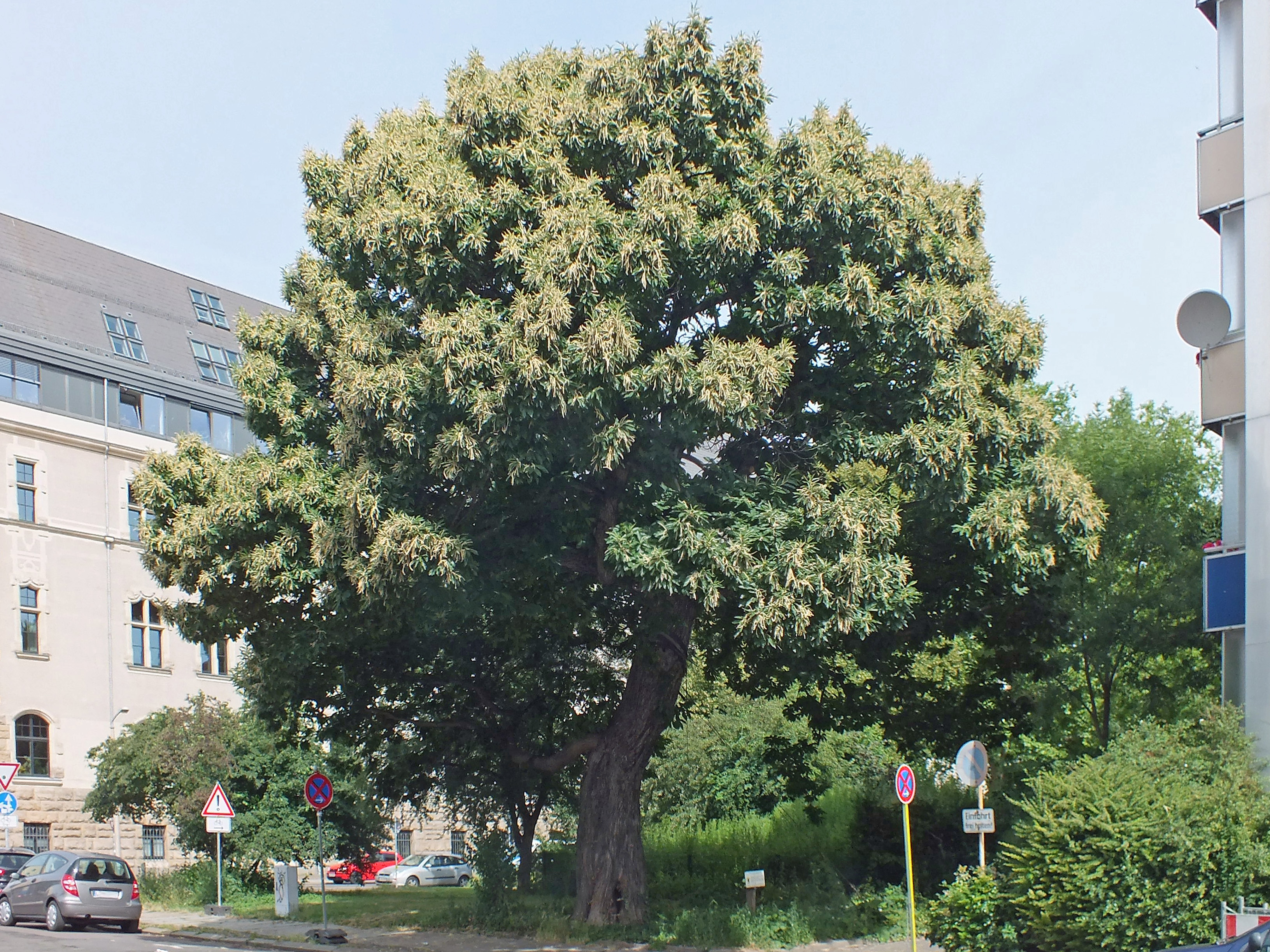
Esskastanie neben Nr. 55 (2014)

- In der Alfred-Kästner-Straße 11 befindet sich der Sitz der Evangelischen Studierendengemeinde Leipzig.[6] Das Haus trägt seit 2012 den Namen Georg-Siegfried-Schmutzler-Haus.[7] Eine Gedenktafel erinnert an den namensgebenden evangelisch-lutherischen Pfarrer, Dissidenten und Widerstandskämpfer gegen die SED-Diktatur. Schmutzler war nicht nur evangelischer Studentenpfarrer in der Alfred-Kästner-Straße 11, sondern von 1954 bis zu seiner Inhaftierung 1957 auch in diesem Haus wohnhaft.

- Neben dem Haus Alfred-Kästner-Straße 55 befindet sich eine unter Naturschutz stehende Esskastanie.[8] Dahinter erstreckt sich längs der Bernhard-Göring-Straße ein Kinderspielplatz.[9]

- In Schkölen in Thüringen gibt es ebenfalls eine Alfred-Kästner-Straße, die bis 1945 Pfefferstraße hieß. Von hier stammte Kästners Ehefrau, die während des Krieges zeitweise hier wohnte und von ihrem Mann an den Wochenenden besucht wurde.[10]